# 52
Вижте пояснителната страница за други значения на 52.
52 (петдесет и втора) година е високосна година, започваща в събота по юлианския календар.

## Събития

### В Римската империя
- Дванадесета година от принципата на Тиберий Клавдий Цезар Август Германик (41-54 г.)
- Консули на Римската империя са Фауст Корнелий Сула Феликс и Луций Салвий Отон Тициан. Суфектконсули през тази година стават Квинт Марций Барей Соран (юни–август) и Луций Салвидиен Руф Салвиан (ноември–декември)
- След единадесет години работа, ангажирала труда на 30 000 души, е завършен 5,6-километров тунел предназначен да контролира нивото на езерото Лаго Фучино. Инцидент по време на самото откриване на съоръжението предизвиква сериозен публичен спор между императрицата Агрипина и натоварения да ръководи проекта Нарцис.[1]
- 1 август – в Рим едновременно са открити акведуктите Анио Новус и Аква Клавдия.[2] Въвеждането им в експлоатация почти удвоява капацитета на водоснабдяането на града.[3]
- След смъртта на Публий Осторий Скапула Авъл Дидий Гал става управител на Британия.
- Гней Домиций Корбулон става управител на провинция Азия.

## Починали
- Публий Осторий Скапула, римски политик и генерал